# Henryk Kaźmierczak (poeta)
Henryk Kaźmierczak (Henryk Hak-Kaźmierczak) (ur. 9 kwietnia 1953 w Zgierzu, zm. 23 maja 2017 tamże) – polski poeta, kompozytor, muzyk, podróżnik, bard. Śpiewał piosenki autorskie z akompaniamentem akordeonu.
Artysta występował w Polsce, Słowacji i w Republice Południowej Afryki. Na swym koncie ma min. występy w Teatrze Stu (z grupą teatralną Orfa), w Teatrze Dramatycznym im. J. Szaniawskiego, łódzkiej galerii Manhattan, Piwnicy Artystycznej Elżbiety Adamiak „Przechowalnia”, bydgoskim klubie Mózg, gdańskim Mieście Aniołów, w cieszyńskiej rotundzie św. Mikołaja. Był rezydentem południowoafrykańskiego Nissan Club w Pretorii.
Artysta współpracował ze słowacką grupą „Puljaki”, południowoafrykańską grupą bluesową „Face”, a także z wieloma innymi artystami min. z Jackiem  Daszyńskim, Krzysztofem Kociszewskim.

## Wydane zbiory wierszy
- „Przymieranie słowem” (1996)
- „Nocne Życiowanie” (2002)
- „Muzle i wytwory” (2009)[2]

## Dyskografia
- To taka gra
- Kolumbowie Śmietnikowi
- Parafraza Ż(u)ycia

składanki utworów wielu artystów
- MuZgi 2008 (utwory: 6. Ćma, 11. Cień)[3]

## Nagrody i wyróżnienia
- Przegląd Teatrów Dramatycznych, Stalowa Wola - nagroda za muzykę do spektaklu „Ferdydurke” W.Gombrowicza.
- Barbórkowe Spotkania Teatralne, Dąbrowa Górnicza - nagroda za muzykę do spektaklu „Ferdydurke”. W.Gombrowicza.
- Barbórkowe Spotkania Teatralne, Dąbrowa Górnicza - nagroda za muzykę do spektaklu „Wywiedzione z Hrabala”, według tekstów B. Hrabala
- Spotkania Młodych Autorów i Kompozytorów w Myśliborzu - wyróżnienie
- Ogólnopolska Turystyczna Giełda Piosenki Studenckiej Szklarska Poręba - wyróżnienie